# Lupión
Lupión település Spanyolországban, Jaén tartományban. Lupión Baeza, Begíjar, Torreblascopedro, Linares és Ibros községekkel határos. Lakosainak száma 806 fő (2024).

## Népesség
A település népessége az elmúlt években az alábbi módon változott:
| Lakosok száma | 1052 | 1026 | 1000 | 981  | 960  | 924  | 881  | 842  | 830  | 806  |
|               | 2001 | 2004 | 2007 | 2009 | 2012 | 2014 | 2017 | 2019 | 2022 | 2024 |